# Zorro (film 2002)
Zorro (ang. The Amazing Zorro) – amerykański film animowany z 2002 roku wyprodukowany przez DIC Entertainment, w reżyserii Scotta Heminga na podst. powieści The Curse of Capistrano Johnstona McCulleya.

## Fabuła
Kalifornia, rok 1815. Zamaskowany jeździec zwany Zorro chroni ludność przed terrorem gubernatora. Gdy caballero z Monterey, don Carlos Pulido sprzeciwia się niesłusznie odbieranym ziemiom, gubernator pozbawia go majątku. Następnie zleca dowódcy wojsk – kapitanowi Ramonowi schwytanie Zorro i mianuje go nowym komendantem w Pueblo de Los Angeles. Tam sierżant Garcia wdaje się w pogawędkę z młodym caballero don Diego de la Vegą mającym opinię najleniwszego człowieka w Kalifornii, czym denerwuje swego ojca don Alejandro, przyjaciela don Carlosa.
Don Diego ma za zadanie eskortować rodzinę Pulido do niewielkiej hacjendy, będącej jedyną pozostałością po odebranym majątku. Zorro ratuje ich przed banditos, lecz musi uciekać przed ludźmi Ramona. Gdy ten chce aresztować Pulidów, zjawia się don Diego i powołując się na znajomości odradza mu to. Zakochuje się w Luzie, córce don Carlosa, na którą oko ma też Ramon. Don Carlos i don Alejandro domyślają się zamiarów Ramona i chcą połączyć don Diega i Luizy poprzez małżeństwo. Jednak don Diego w impertynencki sposób oświadcza się Luizie. Nocą odwiedza ją Zorro, w którym się zakochała. Po spotkaniu Zorro wraca do swej kryjówki i okazuje się nim być Don Diego, którego sekret zna tylko służący de la Vegów, niemowa Bernardo.
Tymczasem gubernator zostaje poinformowany przez Ramona o przeszkodzeniu w schwytaniu Zorro przez Pulidów. Don Diego przybywa do Luizy, która mu się zwierza z uczucia do Zorro. Don Diego to akceptuje i uzgadnia z Luzią, by udawać zaloty do niej celem zadowolenia ich ojców. Zjawia za chwilę Ramon i chce wymusić na Luizie poślubienie go, inaczej jej rodzina zostanie aresztowana za współpracę z Zorro. Don Diego opuszcza hacjendę Pulidów, by jako Zorro powstrzymać Ramona i jego żołnierzy. Widzi to don Carlos i słysząc o przyjeździe gubernatora do Pueblo de Los Angeles obawia się aresztowania za zdradę stanu.
Zorro proponuje Pulidom skryć się na terenie misji ojca Felipe, jednak don Carlos chce zostać i postawić się gubernatorowi. Tymczasem wzrasta nagroda za schwytanie Zorro, co kusi młodych caballeros. Przed nimi zjawia się Zorro i przekonuje ich do przeciwstawieniu się polityce gubernatora. Don Carlos czeka na przyjazd wojsk, lecz dołączają do niego don Alejandro i Bernardo, a i wkrótce Zorro. Hacjenda zostaje podpalona, ale Garcia na prośbę don Alejandra wycofuje ludzi.
Gubernator dowiedziawszy się o ukrywających się Pulidach w misji, co daje pretekst do przejęcia ziemi będącym bogatym terenem. Młodzi caballeros widząc podpaloną hacjendę i słysząc plany gubernatora co do misji ruszają na pomoc. Zorro zdradza tożsamość swemu ojcu i wszyscy jadą do atakowanej misji. Zorro staje do pojedynku z Ramonem, który wygrywa. Ramon przywołuje wcześniej przygotowanego snajpera, którego sabotuje Garcia. Z kolei gubernator zostaje powstrzymany przez młodych caballeros, ich chłopów oraz Indian i przymuszają go do zwrotu dóbr don Carlosa i uczynienia don Alejandra administratorem Południowej Kalifornii. Zorro ujawnia się Luizie i rozpoczyna z nią życie. 

## Obsada głosowa
- Cusse Mankuma – Zorro / don Diego de la Vega
- Sylvia Maldonado – Luiza
- Dale Wilson – kapitan Ramon
- Mark Acheson – don Carlos Pulido
- Kathleen Barr – Nico Pulido
- Carmen Aguirre – donna Catalina
- Eli Gabay – sierżant Garcia
- John Novak – gubernator

## Wersja polska
Opracowanie: Kartunz

Reżyseria: Grzegorz Pawlak

Tłumaczenie: Magdalena Machcińska-Szczepaniak

Wystąpili:
- Grzegorz Pawlak –
  - Zorro / don Diego de la Vega,
  - don Carlos Pulido,
  - ojciec Felipe,
  - jeden z młodych caballero,
  - jeden z bandytów
- Magdalena Dratkiewicz –
  - Luiza Pulido,
  - Nico Pulido,
  - Adolfo
- Magdalena Zając –
  - Donna Catalina Pulido,
  - Silva
- Artur Majewski –
  - kapitan Ramon,
  - don Jose
- Janusz German –
  - Don Alejandro de la Vega,
  - jeden z młodych caballero,
  - szef bandytów
- Mariusz Siudziński –
  - sierżant Garcia,
  - gubernator,
  - wieśniak,
  - jeden z młodych caballero

Lektor: Janusz German